# Le Pont du Nord
Le pont du nord è un film del 1981 diretto da Jacques Rivette.

## Trama
Marie (Bulle Ogier) viene scarcerata. Vive in strada ed è claustrofobica. Mentre cerca di trovare il suo compagno Julien (Pierre Clémenti) incontra una giovane vagabonda in motorino, Baptiste (Pascale Ogier), una sorta di Don Chisciotte moderno. Nel loro girovagare per Parigi, vengono rintracciati da una sorta di polizia parallela, il "Max".